# Emma Zafón García
Emma Zafón García   (Llucena, 1987) és una periodista i escriptora valenciana. Ha treballat en diverses redaccions del País Valencià, Aragó, Andorra i Catalunya, havent fet cobertures de temes polítics, econòmics, socials i culturals. Ha sigut cap d'informatius del Canal Terres de l'Ebre, a Tortosa, on va impulsar el primer telenotícies territorial de la Xarxa Audiovisual Local. El 2016 publicava, juntament amb el discjòquei Chimo Bayo, la novel·la No iba a salir y me lié. El seu segon treball en la ficció, Casada i callada, es va publicar l'octubre de 2023. El 2024 va estrenar el pòdcast ¡Que viva España! i va participar en l'obra col·lectiva Màtria o barbàrie. Trenta veus del feminisme català amb el capítol «Rics, espanyols i toreros».

## Obra publicada
- No iba a salir y me lie. Un gran viaje por la ruta del Bakalao.  Roca Libros, 2016. ISBN 9788416240760.
- Casada i callada.  Empúries, 2023. ISBN 9788419729064.[7]